# Carme Ribé Ferré
Carme Ribé Ferré (Reus, Tarragona, España, 1920 - Barcelona, España, 1991) fue una bibliotecaria española. Nació en Reus, pero se mudó a Barcelona a los 9 años.
Durante la Guerra Civil Española batió el récord español de 200 metros lisos, pero al finalizar la contienda se le retiró su título.
En 1938 ingresó en la escuela de bibliotecarias y unos años más tarde obtuvo el título. Fue bibliotecaria en varias bibliotecas, como la biblioteca particular de Juan Antonio Samaranch y la Biblioteca Nacional de Cataluña. Publicó varios trabajo en su ámbito profesional y difundió la cultura catalana tanto como pudo.
Fue autora de una novela llamada Del dia a la nit.